# Mount Spivey
Mount Spivey ist ein 2135 m hoher und hauptsächlich vereister Berg mit abgeflachtem Gipfel auf der westantarktischen Alexander-I.-Insel. Im nördlichen Teil der Douglas Range ragt er 15 km südlich des Mount Nicholas an der Westflanke des Toynbee-Gletschers auf.
Luftaufnahmen entstanden 1937 bei der British Graham Land Expedition (1934–1937) unter der Leitung des australischen Polarforschers John Rymill. Der Falkland Islands Dependencies Survey (FIDS) nahm 1948 Vermessungen und die Benennung vor. Namensgeber ist Robert Edward Spivey (1921–1994), der 1949 an der Hundeschlittenexkursion des FIDS zum George-VI-Sund beteiligt war.